# Serraca turcaria
Serraca turcaria är en fjärilsart som beskrevs av Fabricius 1775. Serraca turcaria ingår i släktet Serraca och familjen mätare. Inga underarter finns listade i Catalogue of Life.